# Ovčji vrh
Ovčji vrh (tudi Kozjak, nemško Kosiak oz. Geißberg) je 2024 metrov visoka gora v Karavankah, ki v celoti leži na ozemlju avstrijske Koroške. 
Vrh gore je približno kilometer oddaljen od osrednjega mejnega grebena Karavank na čelu s Stolom; od njega jo ločuje sedlo Vrata (1714 m). Zahodno in južno od nje leži dolina Rute (Bärental), vzhodno od nje Poden (Bodental). Južno stran gore zaznamujejo strma travnata pobočja, vzhodna in zahodna stran imata bolj skalnat značaj. Proti severu in severozahodu poteka izrazit skalnat greben. Ob južnem vznožju gore se nahaja Mačenska planina (Matschacher Alm), kjer stoji Celovška koča (Klagenfurter Hütte, 1664 m). Vzhodno od nje se na višini 1569 m nahaja Vgrizova (tudi Ogrisova) planina.
Na vrh gore vodi od Celovške koče preko jugovzhodnega in jugozahodnega pobočja manj zahtevna krožna planinska pot, imenovana Friedrich-Zopp-Weg (1 h). Pozimi je Ovčji vrh priljubljen turnosmučarski cilj, posebno spust po jugozahodnem pobočju mimo Mačenske planine v dolino Medvedji dol.